# ITS Vienna Region
ITS Vienna Region ist das Verkehrstelematik-Kompetenzzentrum der drei österreichischen Bundesländer Wien, Niederösterreich und Burgenland, welche gemeinsam auch als Österreichs Ost-Region beziehungsweise Vienna Region bezeichnet werden. ITS ist die Abkürzung für Intelligent Transport Systems, den englischen Begriff für Verkehrstelematik.

## Geschichte
ITS Vienna Region wurde 2006, als Projekt eingebettet in die Verkehrsverbund Ost-Region (VOR) GmbH, von den drei österreichischen Bundesländern Wien, Niederösterreich und Burgenland gegründet und startete seinen Betrieb offiziell am 12. Oktober 2006.
In Wien ging ITS Vienna Region aus dem Projekt Verkehrsmanagement Wien (VEMA) hervor, das im Masterplan Verkehr Wien 2003 als Handlungsschwerpunkt definiert wurde.

## Ziele
Das generelle Ziel von ITS Vienna Region ist es, mithilfe von Verkehrstelematik das Verkehrsgeschehen umweltfreundlicher, sicherer, effizienter und flexibler zu gestalten. Das bestehende Verkehrsnetz soll optimal genutzt werden und alle Verkehrsteilnehmer sollen mittels hochqualitativer Verkehrsinformation genau ihren individuell besten Weg finden. Der objektive Vergleich verschiedener Routen, Verkehrsmittel und Kombinationen soll dabei auch auf neue, davor vielleicht nicht beachtete, Möglichkeiten hinweisen. Grundlage sind die verkehrspolitischen Zielsetzungen der drei Bundesländer Wien, Niederösterreich und Burgenland.

## Aufgaben
ITS Vienna Region sammelt aktuelle Verkehrsdaten, errechnet in Echtzeit ein Verkehrslagebild für den motorisierten Individualverkehr, unterstützt und berät die Dienststellen der Öffentlichen Verwaltung bei der Umsetzung von Verkehrsmanagement und E-Government und engagiert sich bei zahlreichen Forschungsprojekten. ITS Vienna Region ist zudem Gründungspartner der österreichweiten ITS-Projekte Verkehrsauskunft Österreich VAO und Graphenintegrations-Plattform GIP sowie des österreichweiten GIS Projekts basemap. Als kostenloses Service für alle Verkehrsteilnehmer betreibt ITS Vienna Region das intermodale Routing- und Verkehrsinfoservice VOR AnachB. 
Um das gesamte Verkehrssystem und eine möglichst umfassende Anzahl an Datenquellen mit einzubeziehen, arbeitet ITS Vienna Region mit zahlreichen Datenpartnern zusammen, mit denen langfristige Datenverträge bestehen. Zu diesen gehören unter anderem ASFINAG, ÖBB, Wiener Linien, Polizei, die Ö3-Verkehrsredaktion, Carsharing.at, die Taxiunternehmen Taxi31300, Taxi40100 und Taxi60160, Citybike Wien sowie alle Dienststellen der Öffentlichen Verwaltungen in der Vienna Region.

## Projektstruktur
Analog zur Gesellschafterstruktur des Verkehrsverbund Ost-Region sind die Gründungspartner Wien, Niederösterreich und Burgenland im Verhältnis 44-44-12 beteiligt. ITS Vienna Region finanziert sich über Beiträge der drei beteiligten Bundesländer sowie über direkte Beauftragungen und Forschungsförderungen. 
ITS Vienna Region hat sich vom Projekt zum regulären Bereich im Verkehrsverbund Ost-Region weiterentwickelt und untersteht als solcher dessen Geschäftsführung, verfügt jedoch über eine ergänzende Beirats-Struktur. Geführt wird ITS Vienna Region selbst von der Bereichsleitung, die von Teamleitern für die Fachbereiche Forschung & Entwicklung, Organisation und Technik unterstützt wird.
Das gesamte ITS Vienna Region Team besteht aktuell aus 17 Personen.

## VOR AnachB
VOR AnachB ist ein intermodales online Routing- und Verkehrsinfoservice, das von ITS Vienna Region gemeinsam mit dem Verkehrsverbund Ost-Region VOR betrieben und allen Endnutzern kostenlos zur Verfügung gestellt wird. Externen Partnern steht das VOR AnachB Routing zudem über eine Schnittstelle zur Verfügung.

### Geschichte
2009 startete die AnachB Website, 2011 folgten die AnachB Smartphone Apps für iOS und Android. Beide Apps funktionierten vorläufig nur für die Bundesländer Wien, Niederösterreich und Burgenland. 2014 wurde AnachB einem umfangreichen Relaunch mit neuem Design und zusätzlichen Funktionen unterzogen. Die Smartphone App und nachfolgend auch das Webservice wurden auf VOR AnachB umbenannt, da sie seit dem Relaunch gemeinsam von ITS Vienna Region und dem Verkehrsverbund Ost-Region betrieben werden. Neben einem überarbeiteten Design ist die wesentliche technische Neuerung 2014 der Wechsel auf die Verkehrsauskunft Österreich VAO als Routingbasis, weshalb VOR AnachB seither in ganz Österreich funktioniert. Das AnachB Routing wird zudem via Schnittstelle auch von Partnern für ihre Services genutzt.

### Eigenschaften
- Der intermodale Routenplaner funktioniert gleichwertig für Öffentlichen Verkehr, Radfahren, zu Fuß gehen, Autofahren, Park&Ride, Bike&Ride, Fahrradmitnahme und Autoreisezug und kann diese auch kombinieren.
- AnachB zeigt bei jeder Routenabfrage mehrere Möglichkeiten mit verschiedenen Verkehrsmitteln an und ermöglicht dadurch einen objektiven Vergleich von Reisezeiten und CO2-Ausstoss.
- Die Verkehrslage wird für das Straßennetz der Vienna Region alle 7,5 Minuten neu berechnet. Sie fließt in die Routenberechnungen ein und kann auch direkt auf der Karte angezeigt werden.
- AnachB nutzt die Grapehintegrations-Plattform GIP als digitales Verkehrsnetz. Die GIP ist gegenüber herkömmlichen kommerziellen Verkehrsgraphen wesentlich aktueller und detaillierter und bietet daher eine optimale Routing Grundlage.
- Die Webcams zeigen direkt in der Karte Live-Bilder von Straßenabschnitten in der ganzen Vienna Region sowie des ASFINAG Straßennetzes.
- AnachB stellt zudem alle Baustellen, Umleitungen und Verkehrsmeldungen sowie zahlreiche Points of Interest dar. So findet man auf der Karte z. B. Radabstellanlagen, Carsharing-Plätze oder Stationen von Nextbike und Citybike Wien.

## Projektbeteiligungen

### Verkehrsauskunft Österreich VAO
Für ein hochqualitatives und Verkehrsmittel übergreifendes Routing setzt ITS Vienna Region seit 2014 auf die neue Verkehrsauskunft Österreich. AnachB funktioniert damit auch über die Vienna Region hinaus in ganz Österreich. Das VAO Projektentwicklungs-Konsortium besteht aus österreichischen Bundesländern und Städten (Wien, Graz), ASFINAG, ARGE ÖVV, ÖAMTC, ITS Vienna Region und dem österreichischen Bundesministerium für Verkehr, Innovation und Technologie (BMVIT). VAO wurde durch Förderungen aus den Mitteln des Klima- und Energiefonds ermöglicht. Das Ergebnis ist eine Verkehrsmittel übergreifende gemeinsame Verkehrsauskunft für ganz Österreich, die das gesamte Verkehrsgeschehen abdeckt.

### Graphenintegrations-Plattform GIP
Jedes Routing braucht als Basis ein digitales Verkehrsnetz (=Graph). ITS Vienna Region nutzt für AnachB die intermodale Graphenintegrations-Plattform GIP und ist auch GIP-Österreich Betreiber. Die GIP ist der Referenzgraph für alle Dienststellen der österreichischen öffentlichen Verwaltung und ist so detailliert und aktuell, dass sie von diesen auch für rechtsverbindliche Verwaltungsabläufe und E-Government genutzt wird. Die GIP wird von den Dienststellen der österreichischen öffentlichen Verwaltung ständig aktualisiert.

### basemap.at
basemap.at ist eine aktuelle und flächendeckende Karte für ganz Österreich und baut auf den Geodaten der österreichischen Verwaltungen (unter anderem der Graphenintegrations-Plattform GIP) auf. basemap.at ist das Ergebnis eines Kooperationsprojektes der neun österreichischen Bundesländer (Geoland.at), ITS Vienna Region in seiner Eigenschaft als GIP.at Betreiber, sowie der Technischen Universität Wien und dem Unternehmen Synergis. Die Verwaltungsgrundkarte wird unter der offenen Lizenz Creative Commons (CC-BY 3.0 AT) für jede private und kommerzielle Nutzung bereitgestellt und laufend aktualisiert. AnachB nutzt wie viele andere Projekte die Basemap als Hintergrundkarte.

## Forschungsprojekte
Um das eigene Know-how, die Rolle als nationaler Netzwerkknoten und das Verkehrsservice AnachB im dynamischen Umfeld der Verkehrstelematik laufend zu verbessern, ist ITS Vienna Region in Forschungsprojekten als Partner oder mittels Letter of Intent involviert. Folgend werden einige dieser Projekte kurz aufgelistet:
- PEACOX: Entwicklung eines ökosensitiven intermodalen Routing- und Navigationssystems[8]
- EDITS: Entwicklung einer transnationalen Datengrundlage für ITS-Services[9]
- MyITS: Entwicklung eines personalisierbaren Routingservices mit semantischer Eingabe[10]
- BIS: Entwicklung eines Barriere-Informationssystems speziell für Rollstuhlfahrer zur Unterstützung barrierefreier Mobilität[11]
- GÜMORE: Aufbau eines Planungsverkehrsmodells speziell für den Güterverkehr[12]